# 青森市歴史民俗展示館稽古館
青森市歴史民俗展示館稽古館（あおもりしれきしみんぞくてんじかんけいこかん）は、かつて青森県青森市浜田玉川にあった歴史民俗系博物館。地域の生活や民俗文化に関する展示を主眼にしていた。青森市民の間では単に稽古館と呼ばれていた。2006年（平成18年）1月31日に閉館した。

## 概要
雪国の暮らし、生活用具、仕事用具、津軽のこぎん刺し、南部菱刺、津軽塗、民間信仰、アイヌの文様・工芸などに特徴がある。民具、民芸に関する展示は全国的に見ても充実した部類に入っており、アイヌのタマサイなどのコレクションは北海道以外では最も優れた質量を誇っていた。稽古館にかかわりのある人物のひとりで、館長を務めた在野の民具研究家である田中忠三郎は、柳宗悦らの民藝運動の流れを汲んだ人物である。また、三内丸山遺跡出土品をはじめとする青森市の埋蔵文化財の展示室、そして青森空襲と戦後の復興についての展示室もあるなど、約1万6000点の資料が収蔵されていたが、2006年1月31日をもって閉館した。
館名にある「稽古館」は、江戸時代の弘前城下に置かれていた津軽藩の藩校の名称を継承するもの。学校としての稽古館は東奥義塾に名前を変えて現在に至っている。

## 利用案内
- 開館時間：9:30～16:30
- 休館日：毎週木曜日、年末年始

## 沿革
- 1977年（昭和52年）8月 - 開館（財団法人「稽古館」）。青森県信用組合本店とは棟続き。
- 1998年（平成10年）4月1日 - 市に移管。
- 2006年（平成18年）1月31日 - この日を以て閉館。その後、収蔵資料は、青森市森林博物館などに分散して保管。